# De Nederlandsche Spectator

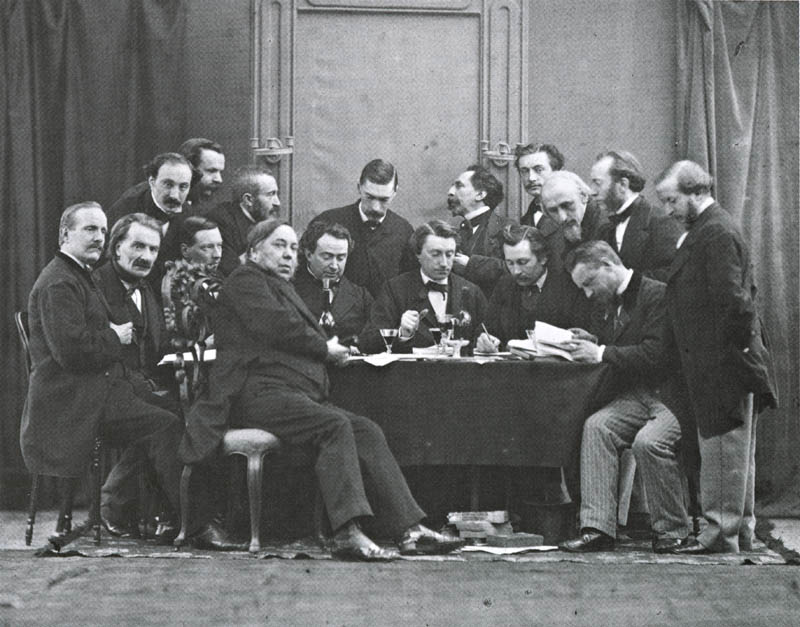
De redactie van de Nederlandsche Spectator in 1864. (Collectie Letterkundig Museum, Den Haag)

De Nederlandsche Spectator was een Nederlands literair tijdschrift in de negentiende eeuw. Het werd in 1856 opgericht door Mark Prager Lindo, die er een voertuig van maakte voor zijn lichtvoetige beschouwingen. Het blad kreeg als ondertitel “weekblad van den ouden heer Smits”, Lindo's pseudoniem. In 1860 fuseerde het blad waartoe Arnold Ising en Gerard Keller tot de eerste redacteuren behoorden met twee andere, de Algemeene konst- en letter-bode en De Tijdstroom. Het blad kreeg daarmee een serieuzer karakter en bleef in die vorm nog bestaan tot 1908.
Behalve Lindo waren medewerkers in de in 1860 vergrote redactie onder meer Jan Tideman, de archivaris R.C. Bakhuizen van den Brink en de critici en literatoren Conrad Busken Huet en Carel Vosmaer.